# キリン
キリン（麒麟、学名: Giraffa camelopardalis）は、哺乳綱偶蹄目（鯨偶蹄目とする説もあり）キリン科キリン属に分類される偶蹄類。
亜種を独立させ複数種に分割する説も提唱されており、その場合、「キリン」はキリン属（Giraffa）に属す複数種の総称となる。

## 分布
アンゴラ、ウガンダ、エチオピア、カメルーン北部、ケニア、コンゴ民主共和国北東部、ザンビア、ジンバブエ、ソマリア、タンザニア、チャド南部、中央アフリカ共和国、ナミビア、ニジェール、ボツワナ、南アフリカ共和国、南スーダン、モザンビーク
マリ共和国では絶滅したと考えられ、エリトリア、ギニア、セネガル、ナイジェリア、モーリタニアでは絶滅。エスワティニ、ルワンダには再導入である。

## 形態
角先端までの高さオス4.7 - 5.3メートル、メス3.9 - 4.5メートル。体重オス800 - 1,930キログラム、メス550 - 1,180キログラム。体色は橙褐色や赤褐色・黒と、淡黄色からなる斑紋が入り、この斑紋は個体変異がある。種小名camelopardalisは、「ヒョウ模様のラクダ」の意。非常に稀な例では、斑紋が無い個体が生まれる事もある。日本の上野動物園にいた「リョウコ」（1967年誕生）と「トシコ」（1972年1月15日誕生）が無斑紋であった。2023年にはアメリカのテネシー州ブライツ動物園で無斑紋の個体が生まれている。
犬歯は2 - 3又に分かれ、枝から葉だけをしごくのに適している。長さ約45センチメートルに達する舌を持ち、柔軟性のある唇も合わせて木の枝にある棘を避けながら採食を行うことができる。多くの哺乳類と同様に頸椎の数は7個であるが、それぞれが大型かつ長い。頭部と長い頸部は発達した筋肉と靭帯で支えられ、肩が隆起する。第4・第5胸椎の棘突起は発達し、頸部を支える筋肉の付着部になっている。血管には弾力性があり、頭部を下げた際の急な血圧の変化にも対応することができる。頸部の静脈には弁がついており、血液が逆流することを防いでいる。視覚は視界が非常に広く、視力は動物の中では優れている種に分類されるが、ヒトと同じ程度である。嗅覚・聴覚も発達している。
頭部の骨化はオスで顕著で、頭骨の重量がメス（4.5キログラム）の約3倍の15キログラムに達することもある。頭部には皮膚に覆われた角（オシコーン）を持つ。
多くの動物が行う「斜体歩」でなく、同じ側の前後足をセットで動かす「側体歩」の歩行を行うが、理由は不明である。

## 分類
以下の亜種の分類・英名・分布は、Fennessy et al. (2016) に従う。和名は、Putman・斎藤訳 (1986) に従う。
Giraffa camelopardalis camelopardalis (Linnaeus, 1758) ヌビアキリン Nubian giraffe
エチオピア、南スーダン
Giraffa camelopardalis angolensis Lydekker, 1903 アンゴラキリン Angolan giraffe
ナミビア、ボツワナ
Giraffa camelopardalis antiquorum (Jardine, 1835) コルドファンキリン Kordofan giraffe
アフリカ大陸東部から中部
Giraffa camelopardalis giraffa (Schreber, 1784) ケープキリン South African giraffe
ジンバブエ、ナミビア、ボツワナ、南アフリカ共和国
Giraffa camelopardalis peralta Thomas, 1898 ナイジェリアキリン West African giraffe
ニジェール
Giraffa camelopardalis reticulata Winton, 1899 アミメキリン Reticulated giraffe
エチオピア、ケニア、ソマリア
Giraffa camelopardalis rothschildi Lydekker, 1903 ウガンダキリン Rothschild's giraffe（亜種マサイキリンに含める説もあった）
ウガンダ、ケニア
Giraffa camelopardalis thornicrofti Lydekker, 1911 キタローデシアキリン Thornicroft's giraffe（亜種マサイキリンに含める説もある）
ザンビア
Giraffa camelopardalis tippelskirchi Matschie, 1898 マサイキリン Masai giraffe
ケニア、タンザニア
亜種を独立種とする説もある。2007年には本種を6種に分割する説、2011年には本種を8種に分割する説が提唱されている。2016年に核DNAやミトコンドリアDNAの分子系統解析から、4種に分割する説が提唱された。以下の分類も、Fennessy et al. (2016) に従う。
Giraffa camelopardalis
亜種ヌビアキリン（亜種ウガンダキリンはシノニムとする）、亜種コルドファンキリン、亜種ナイジェリアキリン
Giraffa giraffa
亜種ケープキリン・亜種アンゴラキリン
Giraffa reticulata
亜種アミメキリンのみ
Giraffa tippelskirchi
亜種マサイキリンのみ。亜種キタローデシアキリンはシノニムとする
2020年には核DNAやミトコンドリアDNAの分子系統解析から、3種に分割する説が提唱された。以下の分類は、Petzold & Hassanin (2020) に従う。
Giraffa camelopardalis キタキリン
亜種ヌビアキリン、亜種コルドファンキリン、亜種ナイジェリアキリン、亜種アミメキリン、亜種ウガンダキリンとされていた個体群が含まれる（以下の種も含め出典では亜種を認めるかどうかは明記されていない）
Giraffa giraffa ミナミキリン
亜種ケープキリン・亜種アンゴラキリンとされていた個体群が含まれる
Giraffa tippelskirchi　マサイキリン
亜種キタローデシアキリン、亜種マサイキリンとされていた個体群が含まれる

## 生態
アカシア属・カンラン科Commiphora属・シクンシ科Combretum属などが生えた草原、Terminalia属からなる疎林などに生息する。
構成や個体数が変動する繋がりの緩い10 - 20頭程度の群れで生活している。19世紀から20世紀初頭では20 - 30頭の群れの報告例があるが、2000年代以降は群れは平均6頭以下とする報告例もある。セレンゲティ国立公園での800日間にわたる観察では、群れの構成が24時間以上変わらなかったのは2例のみだったとする報告例がある。メスの行動圏は約120平方キロメートルに達し、オスの行動圏はより小さいが、群れに含まれず単独で生活する若獣のオスであればより広域となる。行動圏内で主に活動する範囲は中心部に限られ、外周円状に緩衝地帯があると考えられている。行動圏が他の個体と重複した場合は、それらの個体と群れを形成する。
通常は直立したまま休息や睡眠を行うが、安全が確保されていれば2 - 3時間にわたり座って休むこともある。前肢と片方の後肢を内側に曲げて地面に座り、眠りが深くなると首は丸めて体に乗せる。1日の睡眠時間は諸説あるが、眠りが深くなった姿勢をとるのは1日に3 - 4分、長くても10分とされる。眠りが浅い場合には、20分程度とも言われる。動物園のように安全が確保されている場合には、長時間の睡眠を取るという。
主に薄明薄暮時に採食を行い、昼間は反芻を行う。食物の葉から摂る水分のみで、水を飲まなくても生きていくことができるため、アフリカに住む他の草食動物と異なり、乾季になっても移住をしない。時速50 - 60キロメートルで走ることができる。ほとんど鳴くことはないが、唸り声や鼻を鳴らす声など様々な声を出すことはできる。
食性は植物食で、主にアカシア属・シクンシ科などの木の葉、若芽、小枝などを食べるが、果実や草本を食べることもある。アカシアなどの棘のある食物は舌や唇でよりわけ、口内では粘着性の唾液で覆ったあと溝のある口蓋で押しつぶして飲み込む。オスは頸部を伸ばした姿勢でより高所の、メスは頸部をねじった姿勢で肩の高さくらいにある低所や低木の葉を食べすみわけを行っている。高木の葉はイネ科植物と異なり乾期でもあまり質が低下せず食物の制限があまりないため、乾期になれば水場周辺の木の葉を食べることで大規模な移動もせず周年繁殖することもできる。食物が新鮮であれば数か月は水を飲まなくても生存することができる。飲水や低木の葉を食べる時、地面に落ちた果実を食べる時はしゃがまずに前肢を大きく左右に広げ、立ったままで水を飲む。これは敵に襲われたときにすぐに逃げることができるためであると考えられる。
捕食者はライオンが挙げられ、オスライオンには成獣が、メスライオンには成獣と幼獣が主に狙われる。単独のライオンにも成獣は殺される。その他の捕食者としてチーターやクロコダイル類も挙げられるが、非常にまれな例とされる。生後3か月以内であればハイエナ類・ヒョウ・リカオンにも捕食される。幼獣が襲われた時には、母親が蹴りで応戦する。この蹴りによって、まれにライオンを殺すこともある。
オスは背比べにより優劣を決定するが、オス同士が首をぶつけ合い儀式的に争う（ネッキング）ことがあり特に優劣が決まっていない若齢個体のオスで多い。優位のオスは行動圏内を巡回し他のオスには背比べで優位を誇示しつつ、発情したメスがいれば交尾を行う。まれに首の骨が折れて死んでしまうオスもいるほか、負けたオス同士で交尾に似た行動をとることもある。妊娠期間は453 - 464日。出産間隔は平均20か月。出産時に幼獣は2メートルの高さから落下することになるが、長い体が弓状にしなることで落下の衝撃を和らげている。授乳期間は10か月。生後2週間で、植物質を食べるようになる。生後3か月以内の死亡率はセレンゲティ国立公園で50 %。生後1年以内の死亡率は、セレンゲティ国立公園で58 %。ナイロビ国立公園では、73 %とされる。幼獣同士で群れを形成する傾向があり、メスは授乳期間を過ぎるとそのまま産まれた群れに合流し、オスは若獣のみで群れを形成し生後3 - 4年で産まれ育った行動圏から移動する。オスは生後42か月で性成熟するが、繁殖に参加するのは生後8年以降となる。寿命は25年。
キリンは時おり小鳥などの小動物を食べることもあるという。『キリン ぼくはおちゃめなちびっ子キリン』によると、多摩動物公園のキリンたちがトンカツや鳩を食べるので、高タンパクの飼料に切り替えると、めったに肉食しなくなったという。同書には、当時話題をまいた鳩をくわえた写真や、鳩の背後で舌を伸ばす写真が掲載されている。

## 人間との関係

### 歴史
中国では『明成祖実録』よりベンガルの遣使から本種を麒麟として永楽帝に献上され、『榜葛剌進麒麟図』に本種が描かれている。和名としてのキリンは1874年に田中芳男訳纂『動物学初篇哺乳類』において「麒麟、又豹駝」として登場したのが初出で、中国の故事に由来する。一方で1798年の森島忠良纂『蛮語箋』にカーメロ、パルダリュスの訳語として麒麟が登場しているが、1857年の箕作阮甫編による増補改定版ではこの麒麟の記述は消失している。英名giraffeは、古代アラビアの呼称で「速く走るもの」を意味するxiraphaに由来するとされる。
キリンは人間の食用とされることがある。古代イタリアのポンペイでは、住民がキリンやフラミンゴの肉を食べていたことが分かっている。キリンの個体数が多い国では、今でも個体数調整のため、キリンを狩猟して食べることがある。また、イスラエルのラビ（ユダヤ教指導者）によれば、キリンはカシュルートに当てはまる動物であり、ユダヤ教徒が食べても良いという見解を発表した。ただし、ユダヤ教徒が多い地域では、もともとキリンの肉や乳は一般的な食べ物ではない。

### 絶滅危惧・生息数の推移
森林伐採や農地開発・土地開発などによる生息地の破壊、干ばつ、食用や皮用の密猟などにより生息数は減少している。種全体としては減少傾向にあると推定されている一方で、南部や西部の個体群は増加傾向にある。亜種別では亜種アンゴラキリン・亜種ケープキリン・亜種ナイジェリアキリンは増加傾向にあり、亜種キタローデシアキリンは安定傾向、他の亜種は減少傾向にある。1985 - 2015年にかけて生息数が約36 - 40 %減少したと推定されている。1985年における生息数は106,191 - 114,416頭、2015年における生息数は68,293頭と推定されている。
G. c. camelopardalis ヌビアキリン、G. c. antiquorum コルドファンキリン
CRITICALLY ENDANGERED (IUCN Red List Ver. 3.1 (2001))

G. c. angolensis アンゴラキリン
LEAST CONCERN (IUCN Red List Ver. 3.1 (2001))

G. c. peralta ナイジェリアキリン、G. c. thornicrofti キタローデシアキリン
VULNERABLE (IUCN Red List Ver. 3.1 (2001))

G. c. reticulata アミメキリン、G. c. tippelskirchi マサイキリン
ENDANGERED (IUCN Red List Ver. 3.1 (2001))

G. c. rothschildi ウガンダキリン
NEAR THREATENED (IUCN Red List Ver. 3.1 (2001))

### 飼育
日本ではギラファ・カメロパルダリス（キリン）として特定動物に指定されているが取引自体が禁じられている動物ではないため、かつては適切な設備を設置して許可を得ればペットとして飼育することが可能であり、日本で飼える最大のペットであった。2019年6月に特定動物について法改正がなされ、施行日である2020年6月以降は愛玩目的で新たに飼育することはできない。
日本では1907年に、初めて恩賜上野動物園で飼育された（ファンジとグレー）。恩賜上野動物園園長だった石川千代松によって、本種の和名がキリンと定められそれが広まった。ドイツから2頭のキリンが3月15日に海路で横浜港に到着し鉄道で輸送する予定であったが、経路途中の神奈川のトンネルと品川の陸橋をくぐることができないと判明したため、船で隅田川から日本橋浜町河岸につけ大八車で上野動物園に運び3月18日に入園したとされる。
飼育下では、運動量の不足から蹄が伸び易く、伸び過ぎた蹄で歩行困難を引き起こすことがあるが、暴れる危険があるため、削蹄には飼育員との信頼を構築するハズバンダリートレーニングが不可欠である。

## 画像

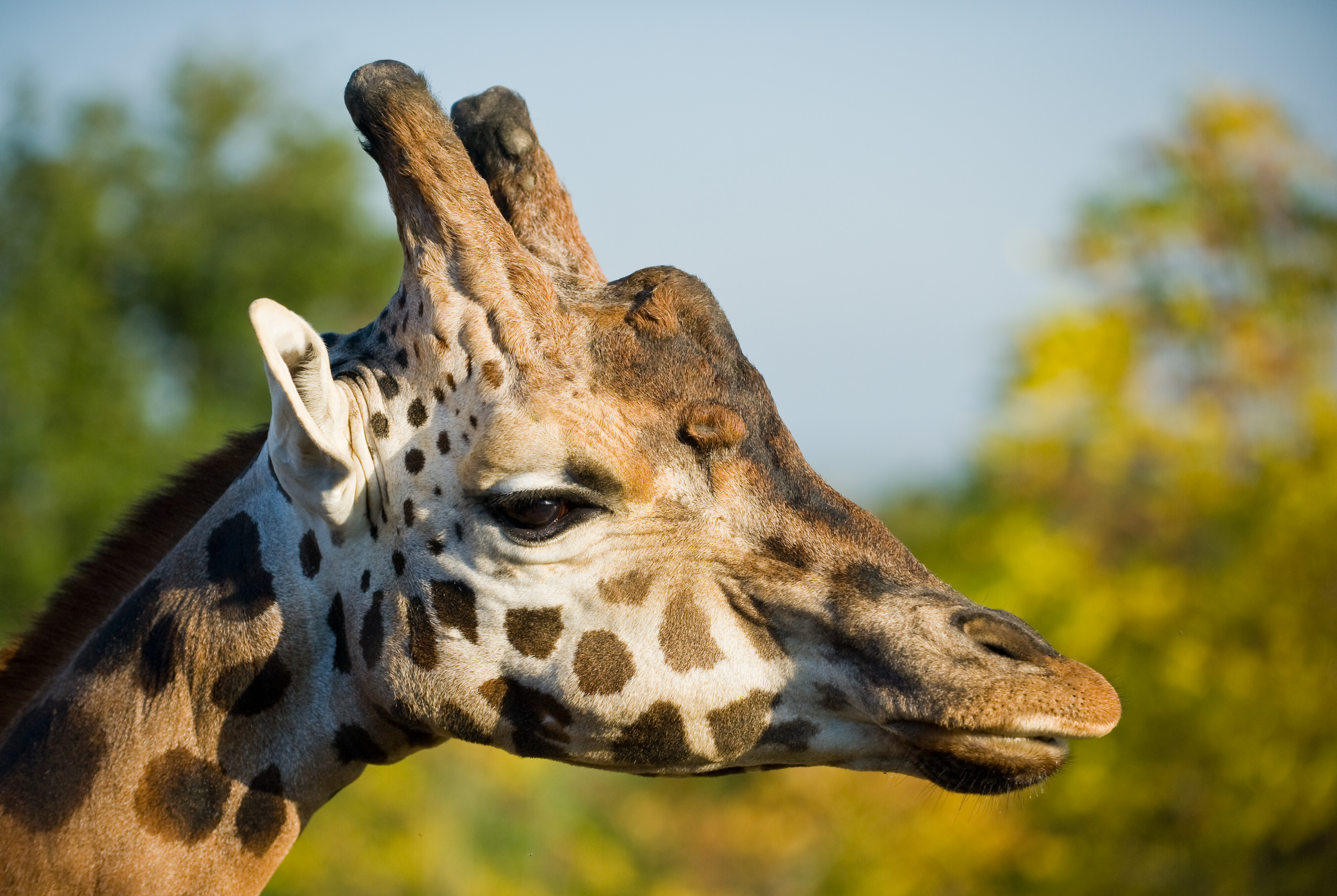
頭部
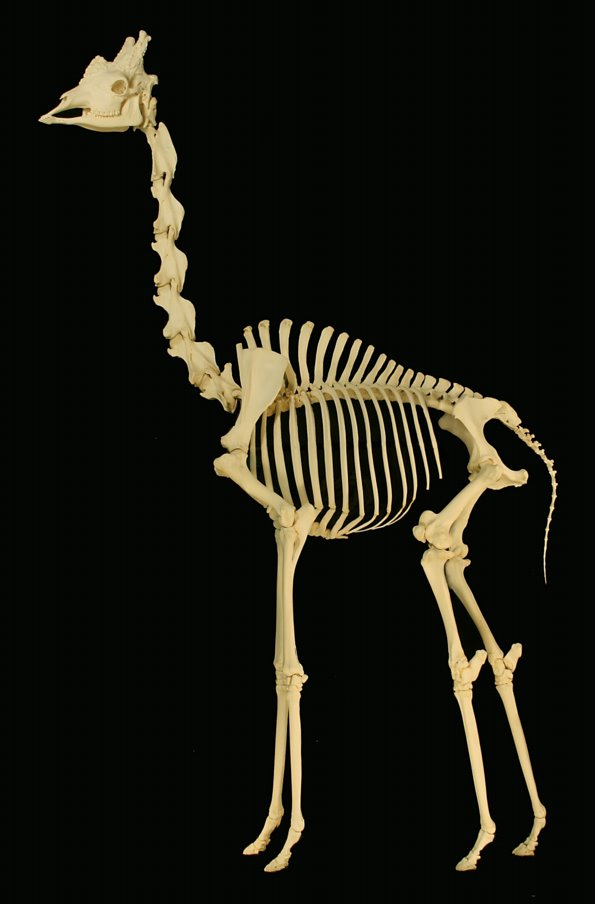
骨格標本
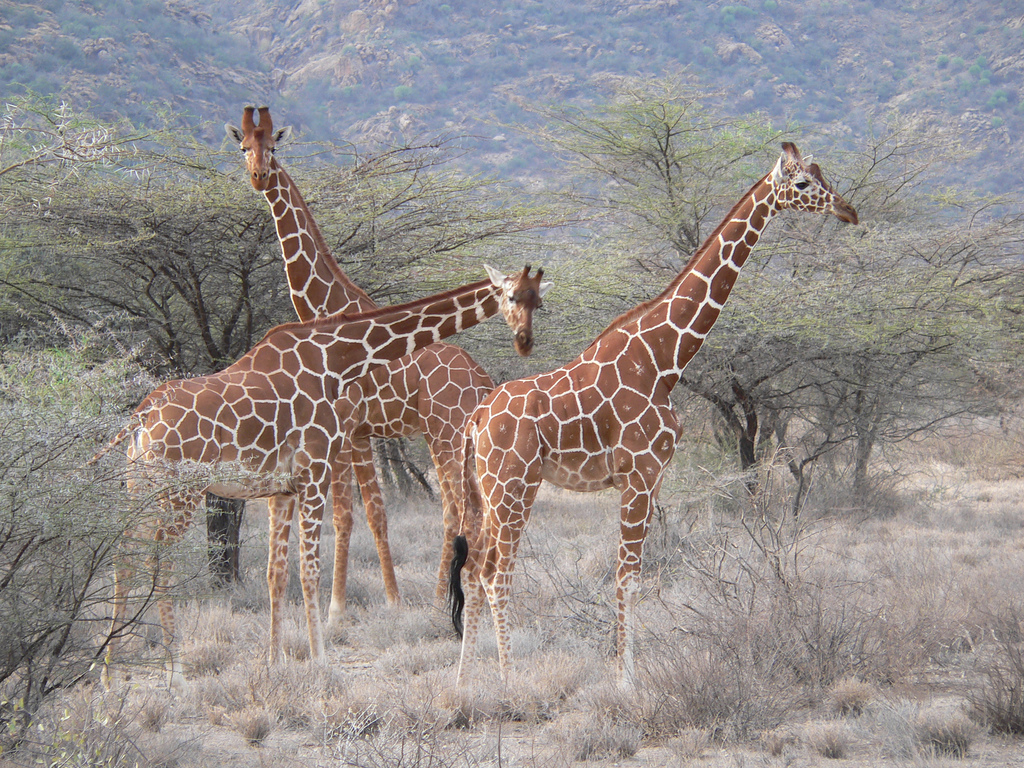
亜種アミメキリン G. p. reticulata
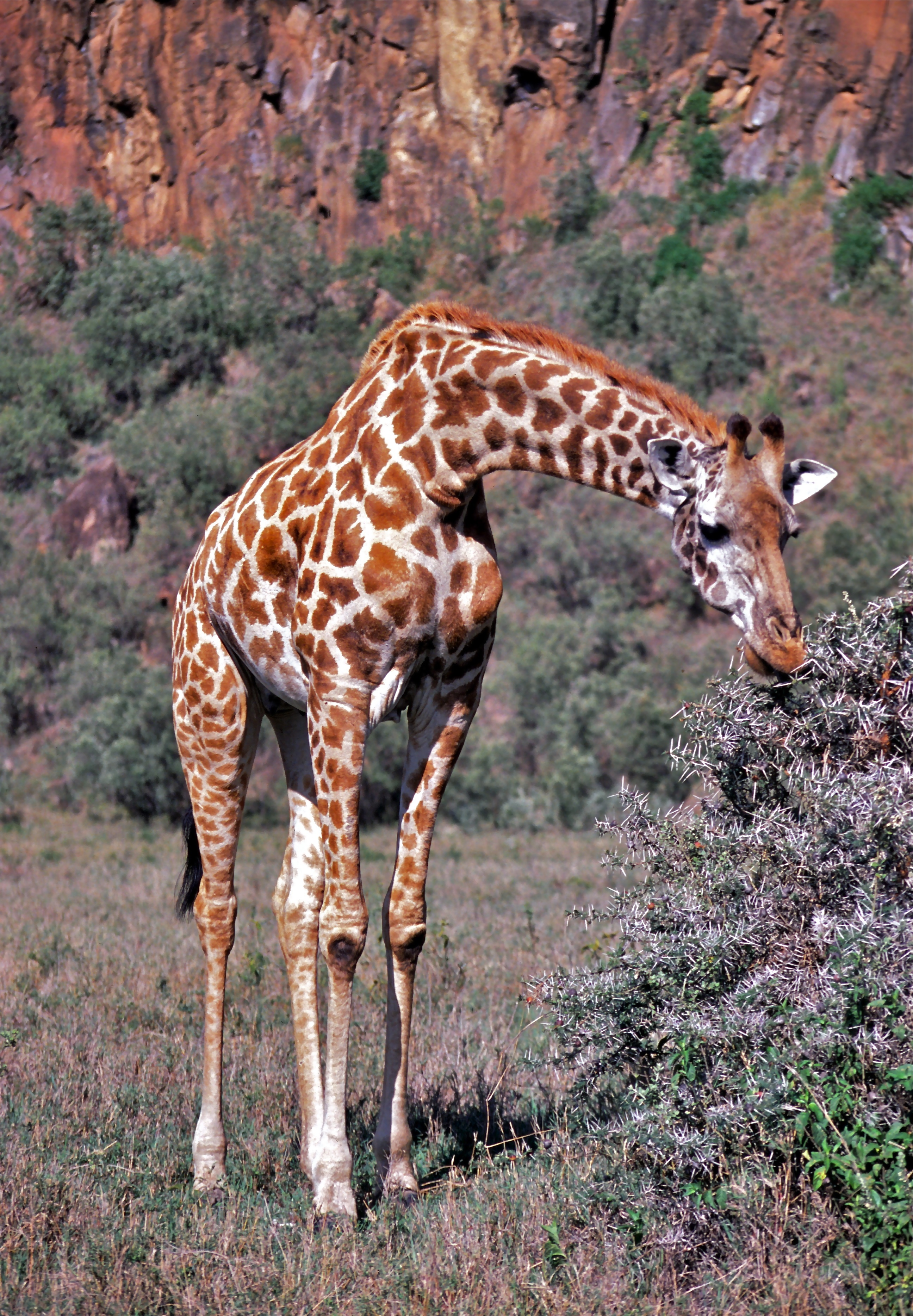
亜種マサイキリン G. p. tippelskirchi
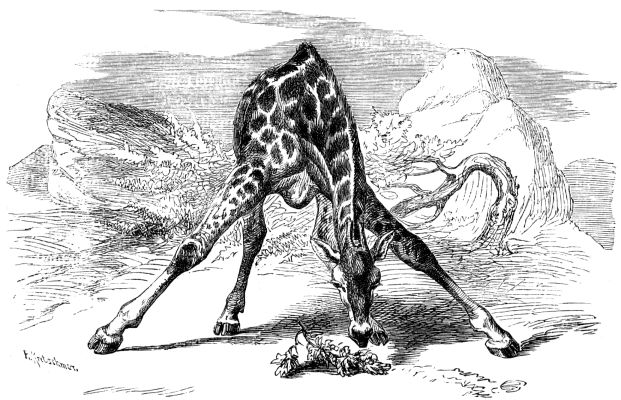
前脚を広げ屈む